# Národní park Rawa Aopa Watumohai
Národní park Rawa Aopa Watumohai je indonéský národní park, který leží na ostrově Sulawesi (Celebes) v provincii Jihovýchodní Sulawesi. Byl založen v roce 1989 a má rozlohu 1 050 km2. Nadmořská výška sahá od hladiny moře po 981 metrů. Park chrání rašelinový les Aopa, největší na ostrově, a nacházejí se zde mokřady světového významu.

## Flora a fauna
V parku je rozmanitá vegetace: podhorské deštné lesy, mangrovy, pobřežní lesy, savany a sladkovodní bažiny. Bylo zde zaznamenáno 323 druhů rostlin jako lontar vějířový (Borassus flabellifer), Bruguiera gymnorhiza, krásnoplodky (Callicarpa) či železnec (Metrosideros).
Žije zde babirusa, anoa nížinný (Bubalus depressicornis) a anoa čínský (Bubalus mephistopheles) – malí vodní buvoli – a na 155 druhů ptáků, z nichž 37 je endemitních pro ostrov. Žije zde například tabon přilbový (Macrocephalon maleo), marabu indomalajský (Leptoptilos javanicus), čáp bělokrký (Ciconia episcopus), ledňáček proměnlivý (Todiramphus chloris), kakadu žlutolící (Cacatua sulphurea), krahujec vínoprsý (Accipiter rhodogaster), holub manadský (Turacoena manadensis) a nikobarský (Caloenas nicobarica). Park také poskytuje útočiště populaci 170 ohrožených nesytů bílých (Mycteria cinerea). Z primátů se zde vyskytuje nártoun celebeský (Tarsius tarsier) a zranitelní makakové šedoramenní (Macaca ochreata). Park poskytuje ochranu 11 druhům plazů.

## Lidské osídlení
Oblast parku tradičně obývali lidé skupiny Moronenů. Během nizozemské koloniální éry leželo v oblasti současného národního parku sedm vesnic. V padesátých letech 20. století se vesničané přestěhovali do jiných částí ostrova, ale od 70. let došlo k zpětné kolonizaci. Místní úřady však pochybovaly, zda tito lidé pocházejí z etnika Moronenů a mají na území nárok, a po vyhlášení národního parku se tyto lidi snažily nucenně vystěhovat. Roku 1997 bylo vypáleno na 175 jejich domů, o rok později dalších 88 domů. Roku 2001 bylo zničeno dalších 100 domů.

## Ochrana a ohrožení
Národní park byl vyhlášen roku 1989 a roku 2011 je chráněn Ramsarskou úmluvou.
Hrozby pro park představuje nelegální těžba dřeva, pytláctví a sběr vajec.